# 蒂尼约-雅梅济约
蒂尼约-雅梅济约（法語：Tignieu-Jameyzieu，法語發音：[tiɲø ʒamɛzjø]）是法国伊泽尔省的一个市镇，属于拉图尔迪潘区。该市镇于1840年由原市镇蒂尼约（Tignieu）和雅梅济约（Jameyzieu）合并而成。

## 地理
蒂尼约-雅梅济约（45°44'2"N, 5°11'14"E）面积13.32 平方千米，位于法国奥弗涅-罗讷-阿尔卑斯大区伊泽尔省，该省份为法国东南部内陆省份，北起顺时针与安省、萨瓦省、上阿尔卑斯省、德龙省、阿尔代什省、卢瓦尔省和罗讷省。
与蒂尼约-雅梅济约接壤的市镇（或旧市镇、城区）包括：沙马尼约、沙尔维约-沙瓦尼厄、沙瓦诺兹、蓬德谢吕、圣罗曼-德雅利奥纳斯、维勒穆瓦里约、科隆比耶-索尼约。
蒂尼约-雅梅济约的时区为UTC+01:00、UTC+02:00（夏令时）。

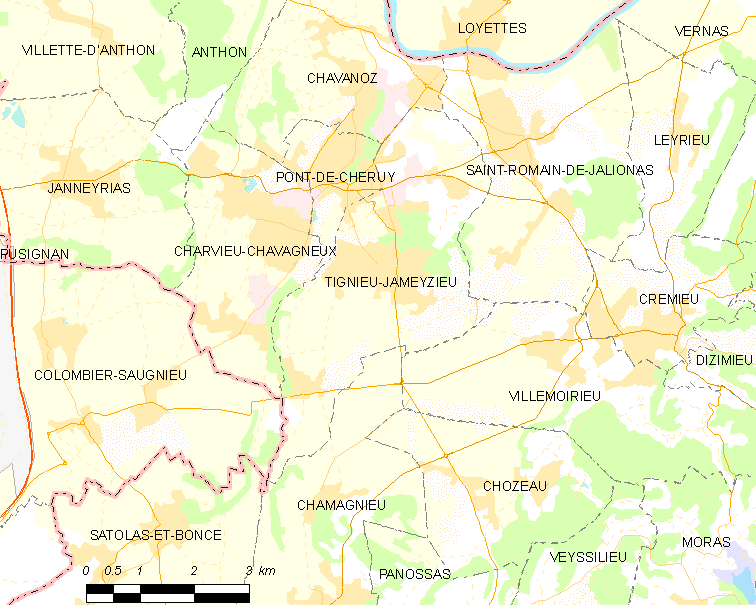
蒂尼约-雅梅济约的OSM定位图

## 行政
蒂尼约-雅梅济约的邮政编码为38230，INSEE市镇编码为38507。

## 政治
蒂尼约-雅梅济约所属的省级选区为沙尔维约-沙瓦尼厄县。

## 人口

1962-2008年间蒂尼约-雅梅济约人口变化图示

蒂尼约-雅梅济约于2022年1月1日时的人口数量为7944人。